# 大江町 (京都府)
大江町（おおえちょう）は、かつて京都府の加佐郡に属していた町である。2006年（平成18年）1月1日、天田郡三和町、夜久野町とともに福知山市に編入された。
大江山や由良川などの自然に恵まれていた。大江山の酒呑童子伝説から「鬼の里」をアピールする町づくりを行っていた。

## 地理
北は舞鶴市と接し、東は綾部市、西は福知山市と接している。もとは丹後国加佐郡・丹後田辺藩・舞鶴県に属し、同じくそれらに属していた舞鶴市との結びつきが強かったが、宮福線の開通などによって、現代では福知山市とのつながりが強くなっていた。
河守盆地を由良川が流れ、町のシンボルとして鬼伝説もある大江山がそびえる。

### 地形
- 由良川
  - 宮川
- 大江山

### 隣接していた自治体
- 東 - 綾部市
- 西、南 - 福知山市
- 北 - 舞鶴市、宮津市、与謝郡加悦町

## 歴史

### 中世・近世
平安時代のこの地には郷として川守郷があった。『和名類聚抄』（『和名抄』）では丹後国加佐郡十郷の一つとされる。鎌倉時代以降には荘園として河守荘があった。
天正8年（1580年）には河守町が細川藤孝・細川忠興領、慶長6年（1601年）には宮津藩領となった。
幕末の「丹後国村々版籍取調帳」によると、河守町の人口は男622人、女604人だった。丹波国と奥丹後を結ぶ宮津街道にある宿場町であるとともに、近郷から原料を集めて蝋燭・桐油・生糸を製造する地でもあった。物資の輸送には由良川も用いられた。

### 近代・現代
廃藩置県後の1871年（明治4年）には宮津県に所属、その後豊岡県に所属し、1876年（明治9年）に京都府の所属で落ち着いた。
1889年（明治22年）4月1日、町村制の施行により、河守町・金屋村・関村・上野村・波美村の区域をもって河守下村（こうもりしもむら）が発足した。河守・金屋・関・上野・波美の5大字を編成。
1890年（明治23年）12月10日、河守下村が町制施行・改称して河守町（こうもりちょう）が発足した。特産品である蝋燭を取引する際に、古くから知られた河守町の名が有利だったことが理由である。河守・金屋・関・上野・波美の5大字を編成。1890年（明治23年）の人口は2,269人だった。
1950年（昭和25年）の人口は2,360人だった。1951年（昭和26年）4月1日、河守町、河守上村・河東村・河西村・有路上村・有路下村を編入のうえ改称して大江町となった。
2006年（平成18年）1月1日、大江町が福知山市に編入された。同日大江町廃止。

## 行政

### 歴代町長
- 1951年4月23日～1959年3月31日 高宮岩次郎
- 1959年5月1日～1967年4月29日 岡垣傆一
- 1967年4月30日～1975年4月29日 高宮岩次郎
- 1975年4月30日～1987年4月29日 佐藤十郎
- 1987年4月30日～退任日不明 佐藤克己
- 就任日不明～2006年 伊藤堯夫

出典は『大江町発足40周年記念誌』など

## 経済

### 河守鉱山（閉山）
河守鉱山は主に銅とクロムを産出していた鉱山である。1917年（大正6年）に銅の採掘が開始され、1933年（昭和8年）には日本鉱業が本格的な操業を開始した。朝鮮戦争中の1951年（昭和26年）頃に飛躍的に成長し、1960年（昭和35年）頃に採掘のピークを迎えた。ピーク時には鉱山従業員220名、鉱山人口1000名を越える京都府最大の鉱山であり、従業員の子どもが通う大江町立物成小学校もあった。河守鉱山は1969年（昭和44年）に休山、1973年（昭和48年）に閉山し、鉱山跡地には公園の酒呑童子の里が作られた。劇場や集会施設として利用された河守会館の建物は現存している。

### 拠点を置いていた企業
- 京都北都信用金庫大江支店
- フクヤ大江店[3]
- メタルカラー

## 教育

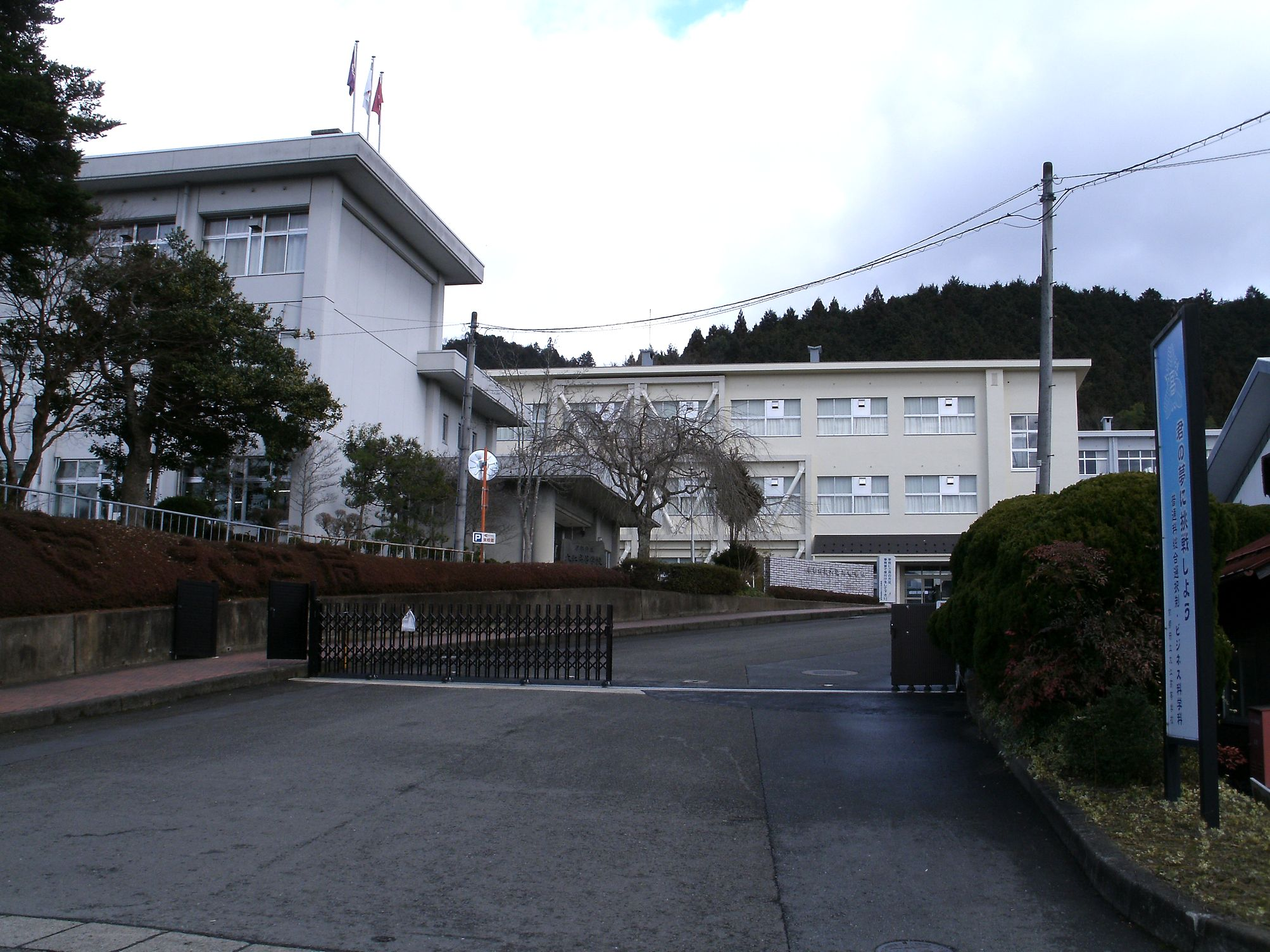
京都府立大江高等学校

### 高等学校
- 京都府立大江高等学校

### 中学校
- 大江町立大江中学校

### 小学校
- 福知山市立大江小学校 - 旧町内に存在した美河・美鈴・有仁の3校を、大江中学校との小中一貫教育校「大江学園」として統合し2021年度より開校した[4]。

## 交通

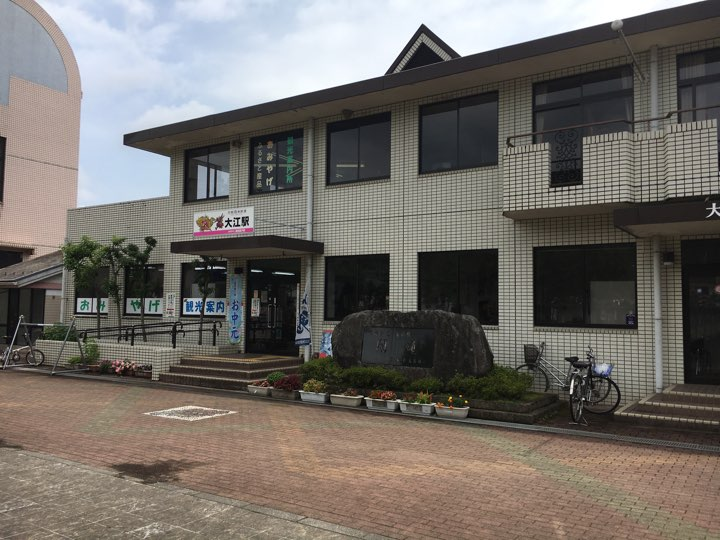
大江駅

### 鉄道
北近畿タンゴ鉄道
- 宮福線：公庄駅 - 大江駅（中心駅） - 大江高校前駅 - 二俣駅 - 大江山口内宮駅

北丹鉄道廃止後の1988年（昭和63年）7月16日に開業し、北丹鉄道の経路のやや西寄りを直線的に結んでいる。福知山市に合併後の2015年（平成27年）4月1日、第三セクターの北近畿タンゴ鉄道 (KTR) からWILLER TRAINSが経営する京都丹後鉄道に対して列車の運行や乗車券等の販売等の事業が譲渡された。宮福線はWILLER TRAINSが第二種鉄道事業者として鉄道運行事業を行っており、北近畿タンゴ鉄道は鉄道施設を保有する第三種鉄道事業者となっている。
北丹鉄道
かつて福知山駅と大江町中心部の河守駅を結ぶ鉄道路線として北丹鉄道があった。1971年（昭和46年）3月2日に運行が休止され、1974年（昭和49年）2月28日に正式に廃止された。

### 道路
- 町内を走る一般国道：
  - 国道175号
- 町内を走る府道：
  - 京都府道9号綾部大江宮津線
  - 京都府道55号舞鶴福知山線
  - 京都府道63号山東大江線
  - 京都府道492号私市大江線
  - 京都府道493号西坂蓼原線
  - 京都府道494号綾部大江線
- 町内ではないが舞鶴市との町境近傍を走る高規格幹線道路：
  - 京都縦貫自動車道 (綾部宮津道路)
- 最寄りのインターチェンジ：舞鶴大江インターチェンジ

## 名所・旧跡・観光スポット
- 元伊勢神宮
- 四宮神社
- 日吉神社
- 金刀比羅神社
- 清園寺 - 真言宗。
- 妙雲寺 - 日蓮宗。
- 浄仙寺 - 浄土宗。
- 念称寺 - 浄土真宗。
- 二瀬川渓流
- 毛原の棚田 - 日本の棚田百選。毎年「棚田農業体験ツアー」や「棚田オーナー制度」を設けていた。
- 才ノ神の藤
- 日本の鬼の交流博物館
- 鬼瓦公園
- 大江町和紙伝承館
- 13体の鬼の像 - 2000年（平成12年）にインドネシアで造られた鬼の像が大江町各所に設置された[5]。鬼の像は13体あり，茶屋左衛門、茶屋右衛門、分鬼、呑鬼、林鬼、道鬼、紙す鬼、元鬼、清流鬼、水鬼、遊鬼、平家鬼、稲荷鬼という名前がついている[5]。名前は2004年（平成16年）に商工会女性部が公募して，それぞれ設置された場所にちなんだ名前が付けられた[5]。また，2021年（令和3年）2月には「鬼鬼の日」の企画の一環で，13体の鬼を探す「おにぞうビンゴ」 と大江町内にある鬼モチーフのものや大江山の鬼伝説にまつわる場所を探す「おにおにビンゴ」の2種類の「鬼鬼ビンゴ」が作成された[6] [7]。

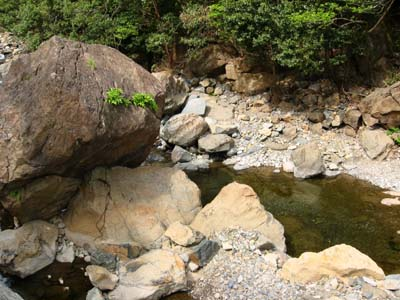
二瀬川渓流
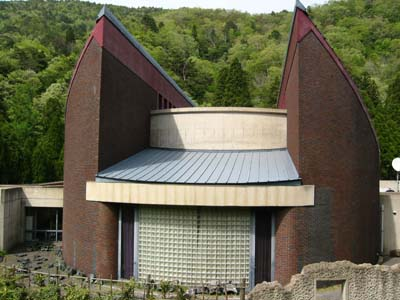
日本の鬼の交流博物館
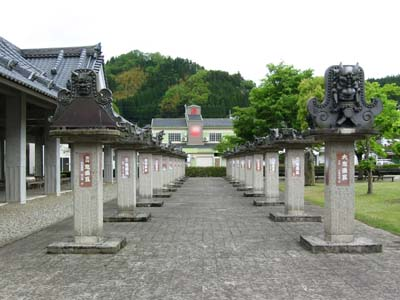
鬼瓦公園
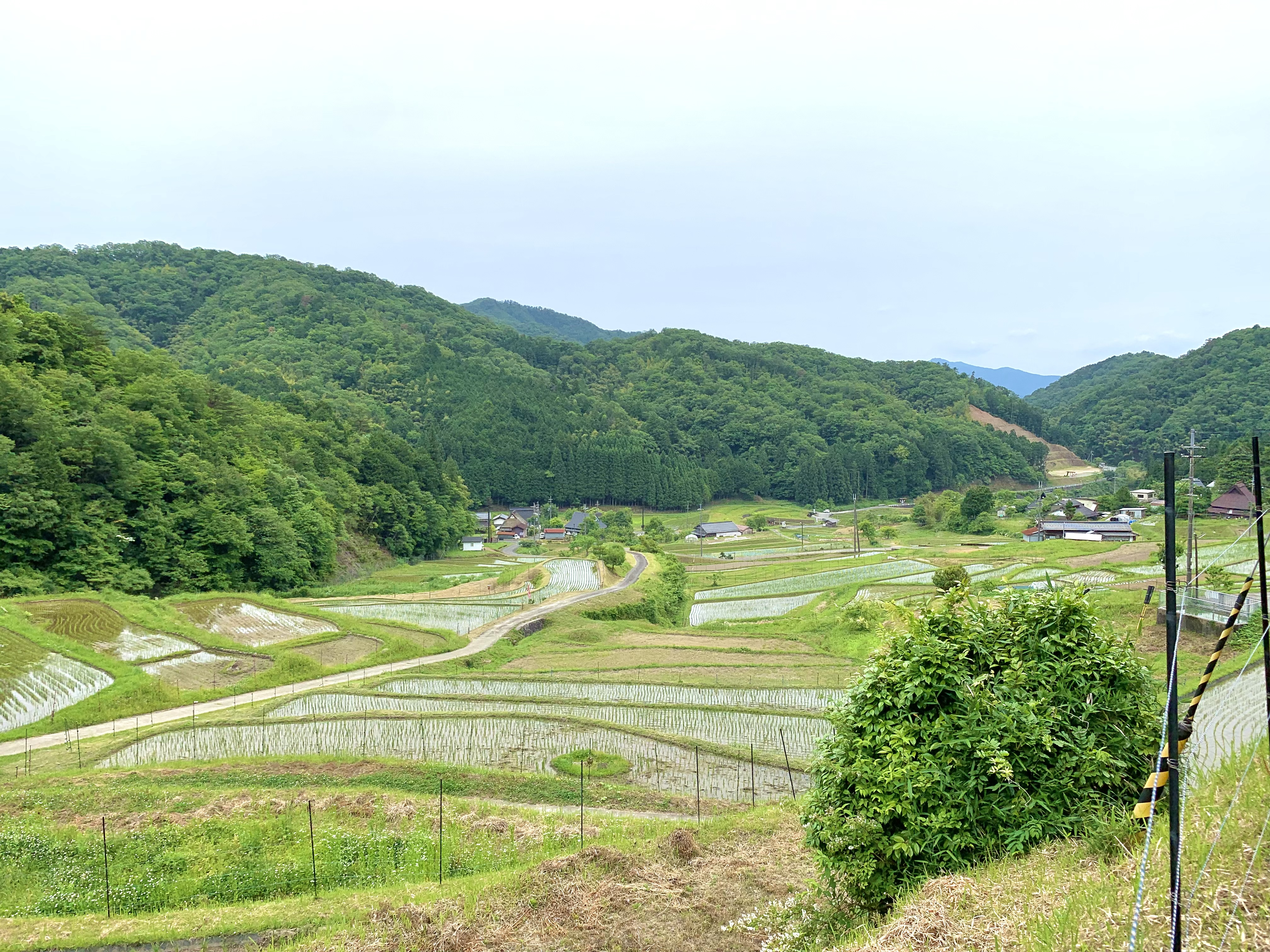
毛原の棚田
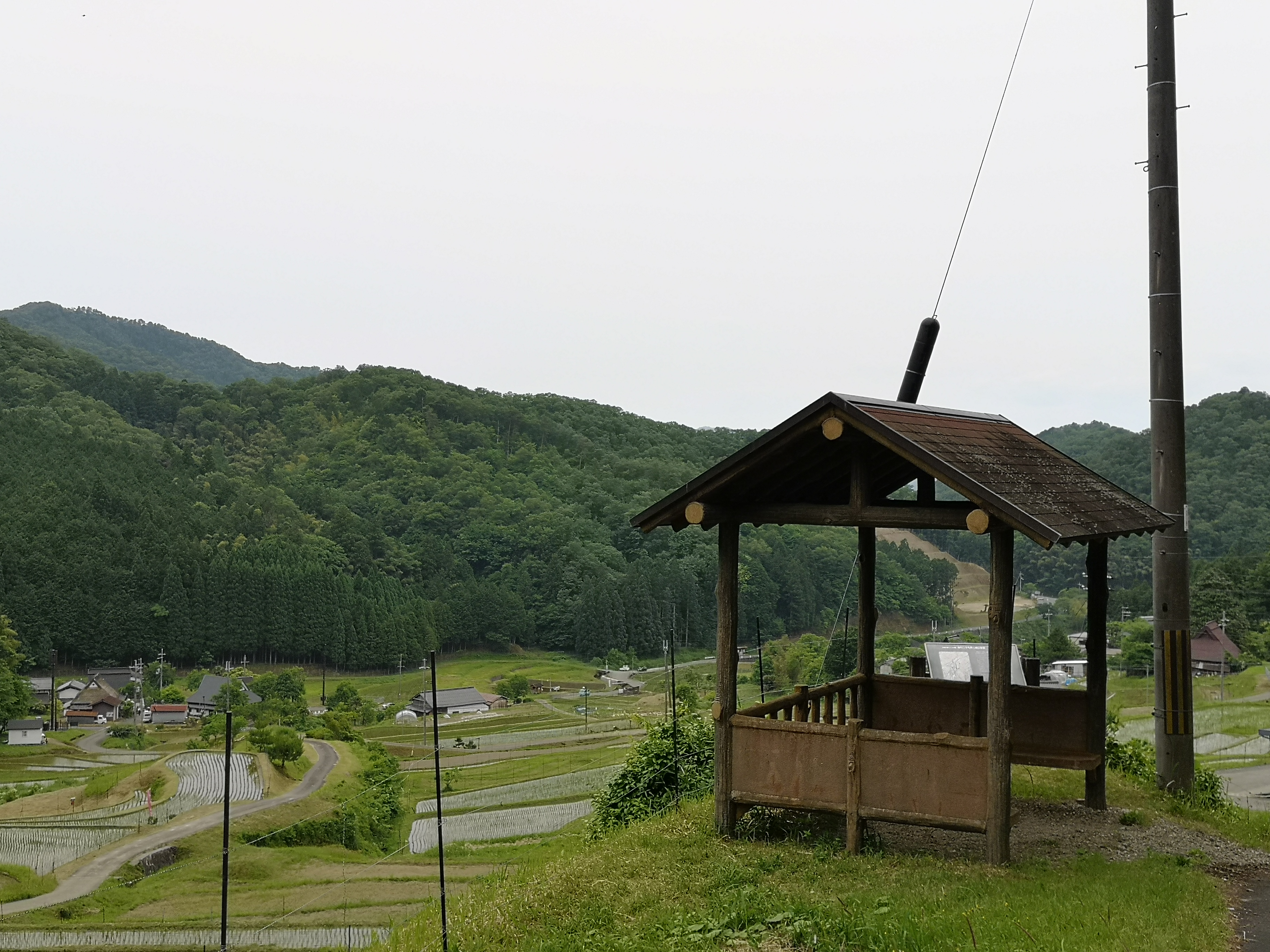
毛原の展望台
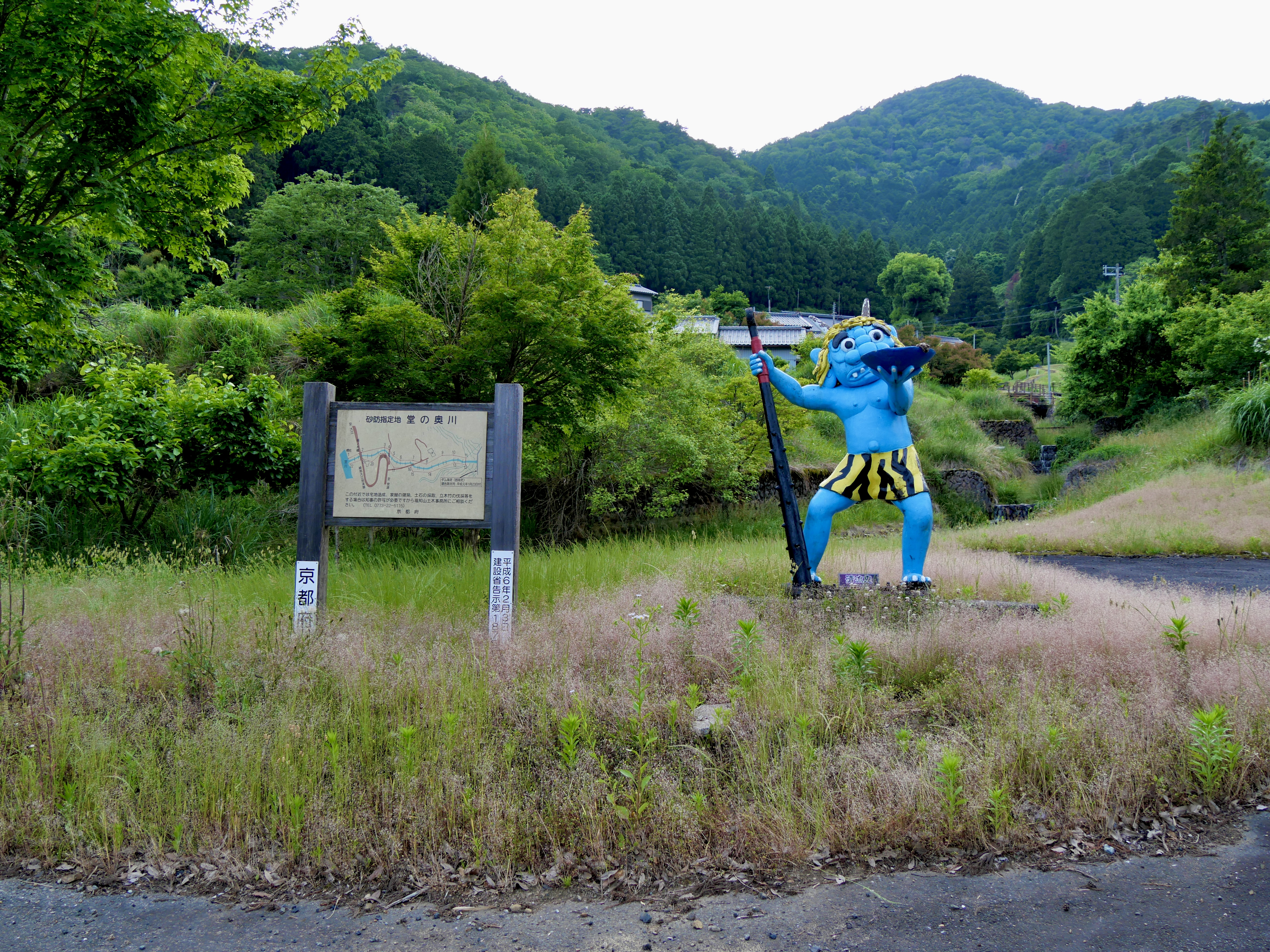
13体の鬼の像（清流鬼）
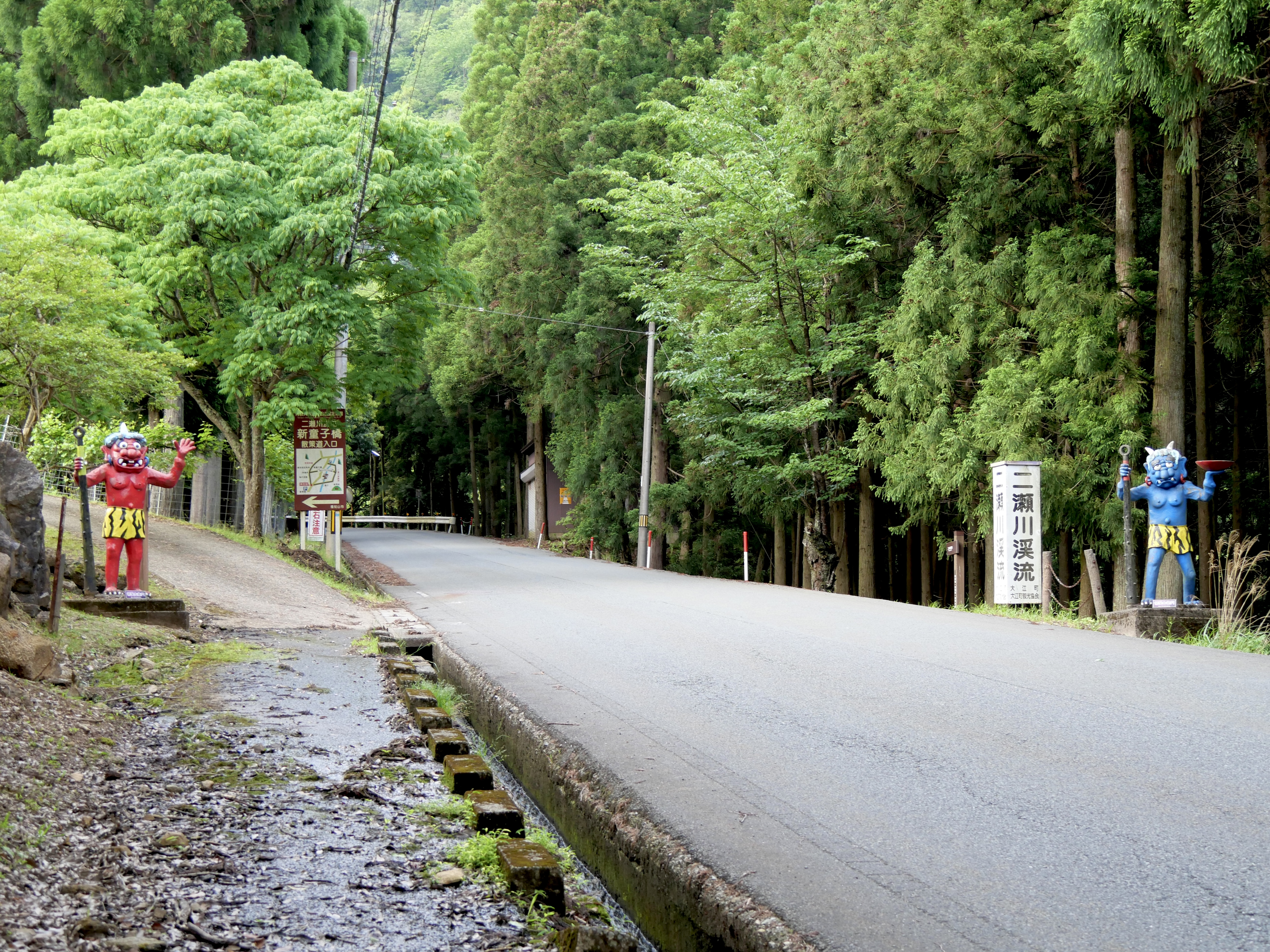
13体の鬼の像（茶屋左衛門，茶屋右衛門）
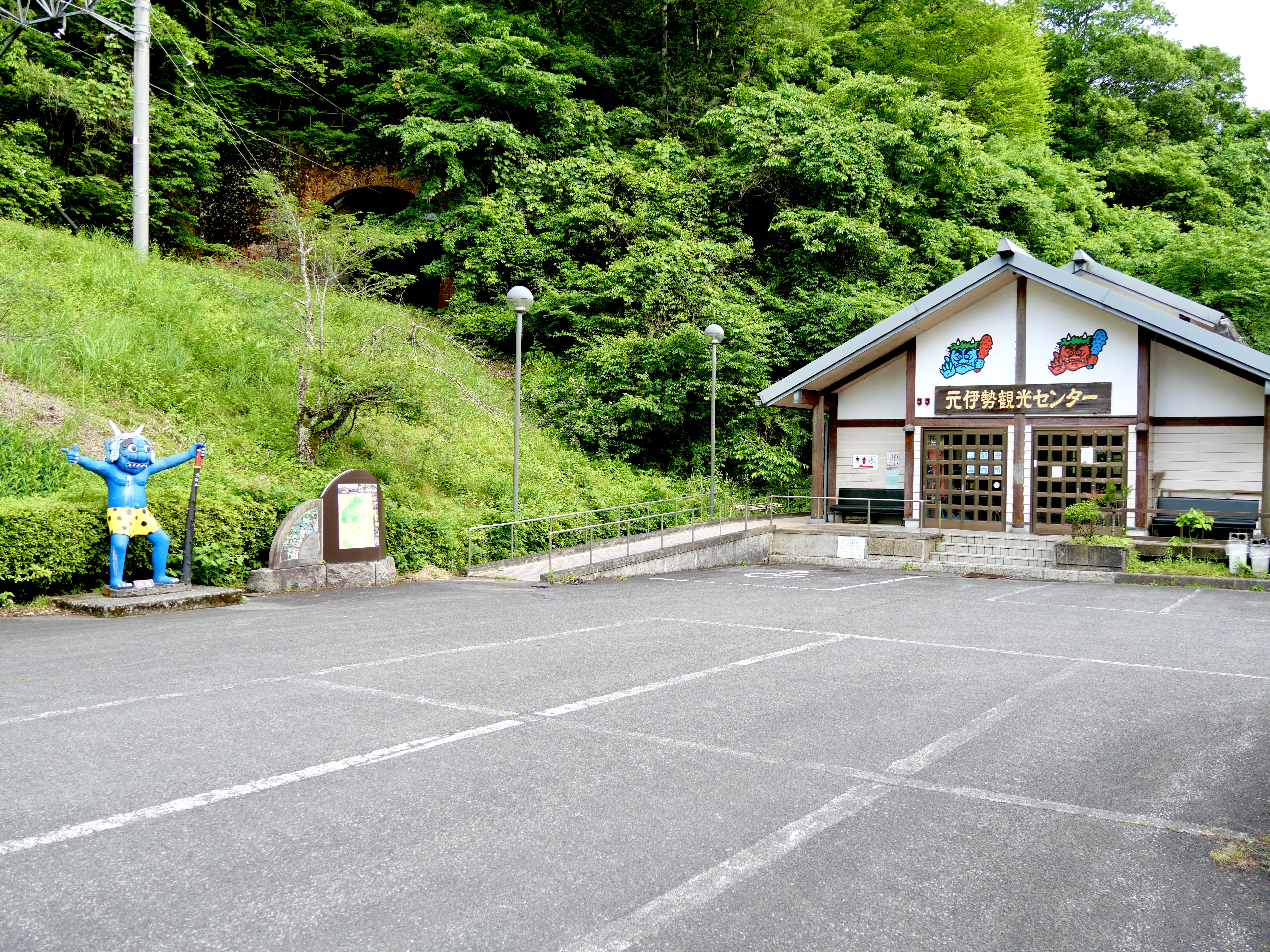
13体の鬼の像（元鬼）

## 祭事・催事
- 元伊勢春の大祭（4月）
- 才ノ神の藤まつり（5月）
- 鬼力の由良川夏祭り（8月）
- 元伊勢八朔祭（9月）
- 世界鬼学会総会（12月）

## 出身有名人
- 青木雄二 - 漫画家。『ナニワ金融道』作者。
- 浅野美希 - 寄席三味線方。
- 真下飛泉 - 京都市会議員。『戦友』作詞者。
- 下村健二 - 映画監督。
- 岡村俊邦 - 緑化工学者。北海道科学大学空間創造学部教授。